# Trường Đại học Phan Châu Trinh
Đại học Phan Châu Trinh là một trường Đại học Y khoa chỉ đào tạo khối ngành sức khỏe tại trung tâm TP. Đà Nẵng (cách sân bay Quốc tế Đà nẵng khoảng 9km) và có một chuỗi hệ thống bệnh viện riêng. Đây là một lợi thế rất lớn cho sinh viên theo học tại đây. Do đó, việc đi lại và sinh hoạt sẽ rất thuận lợi cho sinh viên cả 03 miền hội tụ về đây học tập và nghiên cứu.
Đại học Phan Châu Trinh được thành lập ngày 6 tháng 8 năm 2007, theo quyết định số 989/QĐ-TTg của Thủ tướng chính phủ. Ngày 12.08.2017, Bác sĩ Nguyễn Hữu Tùng tiếp quản và điều hành Trường Đại học Phan Châu Trinh theo một chiến lược mới đó là chỉ tập trung vào khối ngành Y. Và, Trường được Bộ Giáo dục và Đào tạo, Bộ Y tế chấp thuận cho phép đào tạo ngành Y khoa (bác sĩ đa khoa) hệ chính quy khóa đầu tiên từ năm 2018. Đến nay, Trường đào tạo 05 ngành gồm Bác sĩ đa khoa, Bác sĩ Răng Hàm Mặt, Điều dưỡng, Kỹ thuật xét nghiệm và Quản trị bệnh viện.
Bác sĩ Nguyễn Hữu Tùng là nhà sáng lập Tập đoàn Bệnh viện Hoàn Mỹ - Hệ thống bệnh viện tư nhân đầu tiên của Việt Nam. Sau đó, ông tiếp tục sáng lập và điều hành Tập đoàn Y khoa Tâm Trí với chuỗi hệ thống bệnh viện đa khoa Tâm Trí trên toàn quốc. Hiện tại ông cũng là nhà đầu tư duy nhất và là Chủ tịch Hội đồng trường Đại học Phan Châu Trinh.
Đào tạo ra một thế hệ thầy thuốc chuẩn mực nhằm cải thiện vị trí và hình ảnh của người thầy thuốc tương lai trong lòng người bệnh và cộng đồng xã hội là mục tiêu bất biến được ông ấp ủ từ những năm đầu điều hành hệ thống bệnh viện Hoàn Mỹ. 
Bằng tâm huyết của mình và tầm nhìn đi trước thời đại, ông đã gây dựng một Đại học Phan Châu Trinh non trẻ dần trở thành một đại học y khoa uy tín trên bản đồ Việt Nam cũng như Thế giới. 

## Sứ mệnh và Tầm nhìn
Đào tạo ra một thế hệ bác sĩ, nhân viên y tế chuẩn mực, vừa giỏi kiến thức và kỹ năng lâm sàng, vừa có năng lực nghiên cứu khoa học, có đạo đức nghề nghiệp, có kỹ năng lãnh đạo, là hạt nhân y tế trong tương lai.
Đại học Phan Châu Trinh đã tiếp nối triết lý giáo dục khai phóng của cụ "Phan", đề cao sự tự do học thuật của người học, chú trọng vào kỹ năng thực hành. Sinh viên được thực tập bệnh viện ngay từ năm nhất, có cơ hội trải nghiệm 70% thời gian học và thực hành tại chuỗi bệnh viện riêng trên toàn quốc.

## Hội đồng cố vấn
Hội đồng Cố vấn Khoa học (Advisory committee of faculty senate) của trường Đại học Phan Châu Trinh gồm những Giáo sư, Tiến sĩ, những chuyên gia làm việc trong lĩnh vực y tế có nhiều năm giảng dạy y khoa cũng như lĩnh vực quản trị y tế, và giáo dục. Những thành viên của Hội đồng có trình độ chuyên môn và kinh nghiệm giảng dạy y khoa  kiệt xuất trong nước và ngoài nước. Hội đồng cố vấn cho trường trong lĩnh vực học thuật, chiến lược đào tạo, chương trình đạo tạo sao cho đúng với mục tiêu đào tạo chất lượng. Hội đồng giúp xây dựng và thẩm định chiến lược nâng cao khả năng giảng dạy giảng viên và đào tạo giảng viên nhất là những giảng viên trẻ. Góp ý kiến trong xây dựng kế hoạch đầu tư và phát triển cơ sở hạ tầng của trường học, xây dựng định hướng phát triển các khoa, kế hoạch nghiên cứu khoa học và thẩm định các để tài nghiên cứu, các vấn đề khác mà nhà trường cần tham khảo.
Hội đồng Cố vấn Khoa học trường Đại học Phan Châu Trinh được thành lập vào năm 2018, ban đầu gồm 9 thành viên và đề cử  Tiến sĩ Phạm Hùng Vân giữ vị trí chủ tịch Hội đồng. Các thành viên Hội đồng Cố vấn Khoa học gặp nhau mỗi quý một lần.
Sau đây là thành viên Hội đồng Cố vấn Khoa học:
| 1  | Giáo sư, Tiến sĩ, Bác sĩ Bùi Duy Tâm Nguyên trưởng khoa Y Đại học Y khoa Huế Nguyên trưởng khoa Y Viện Đại học Minh Đức Trưởng khoa Y Đại học Phan Châu Trinh |
| 2  | Giáo sư, Tiến sĩ, Bác sĩ Trương Đình Kiệt Nguyên Phó Hiệu trưởng Đại học Y dược TPHCM Viện trưởng viện di truyền Y học TPHCM |
| 3  | Giáo sư, Tiến sĩ, Bác sĩ Nguyễn Sào Trung Nguyên trưởng khoa Y Đại học Y dược TPHCM Nguyên chủ nhiệm bộ môn Giải phẫu bệnh Đại học Y dược TPHCM |
| 4  | Giáo sư, Tiến sĩ, Bác sĩ Lê Văn Cường Nguyên trưởng bộ môn Giải phẫu trường Đại học Y dược TPHCM |
| 5  | Bác sĩ Phan Thanh Hải Giám đốc Trung tâm MEDIC – Hòa Hảo TPHCM |
| 6  | Bác sĩ Nguyễn Hữu Phùng Nguyên trưởng khoa Ngoại Nhi Bệnh viện đa khoa Đà Nẵng Cố vấn chuyên môn Bệnh viện đa khoa Tâm Trí Đà Nẵng |
| 7  | Prof. Waldo Concepcion, MD, FACS Professor of Surgery and Pediatrics Chief of Clinical Transplantation Chief of Pediatric Kidney Transplantation Former Chair, Stanford School of Medicine Faculty Senate Division of Transplantation Stanford University School of Medicine |
| 8  | Dr. Peter J Panagotacos, MD, FAAD Assistant Clinical Professor — Department of Dermatology University of San Francisco, San Francisco, California |
| 9  | Prof. Jessica Anne Clarke, MD, PhD Forensic Psychiatry, Private Consulting Assistant Professor, Oregon Health & Science University Correctional Telemedicine, Department of Public Psychiatry AIDS Clinic, Department of Internal Medicine                                   |
| 10 | Prof. Patricia E. Kelly, MHS, Ed.D Consultant, North Country Community Mental Health Program Director, Doctor of Health Science Program (retired 2016) Professor of Health Science Nova Southeastern University                                                              |
| 11 | Prof. Erica Frank, MD, MPH Professor & Canada Research Chair, University of British Columbia Founder & President, www.NextGenU.org Principal Investigator, Healthy Doc = Healthy Patient Research Director, Annenberg Physician Training Program                             |
| 12 | John Nguyen, Global Executive MBA Senior Adviser of American Pacific International Capital Inc. |
| 13 | Christopher D. Evans, MD, MPH, AAHIVM Assistant Professor, Division of General Internal Medicine and Geriatrics Division of Infectious Diseases-Special Focus on HIV Oregon Health Sciences University                                                                       |

## Bệnh viện thực hành
Đại học Phan Châu Trinh có hệ thống bệnh viện thực hành gồm 07 bệnh viện đa khoa và 01 phòng khám đa khoa:
1. Bệnh viện đa khoa Tâm Trí Đà Nẵng
2. Bệnh viện đa khoa Tâm Trí Nha Trang
3. Bệnh viện đa khoa Tâm Trí Đồng Tháp
4. Bệnh viện đa khoa Tâm Trí Sài Gòn
5. Bệnh viện đa khoa Tâm Trí Sài Gòn - Tân Phú
6. Bệnh viện đa khoa Tâm Trí Hồng Ngự
7. Bệnh viện đa khoa Tâm Trí Cao Lãnh
8. Bệnh viện đa khoa Tâm Trí Quảng Nam
9. Bệnh viện Đại học Y khoa Phan Châu Trinh

Mô hình viện - trường là mô hình mà các trường đại học y khoa nổi tiếng thế giới áp dụng. Nhờ đó, bác sĩ, cử nhân y tế của PCTU khi ra trường sẽ có kỹ năng tay nghề vượt trội.

## Các ngành và loại hình đào tạo

### Đại học hệ chính quy
- Bác sĩ Đa khoa
- Bác sĩ Răng - Hàm - Mặt
- Điều dưỡng đa khoa
- Điều dưỡng Nha khoa
- Kỹ thuật xét nghiệm y học
- Quản trị kinh doanh (Chuyên ngành Quản trị bệnh viện)

## Hợp tác quốc tế
Đại học Phan Châu Trinh có mối quan hệ hợp tác với nhiều trường đại học y khoa danh tiếng trong việc trao đổi học thuật, giảng viên và sinh viên như:
1. Đại học Stanford
2. Đại học Nova Southeastern (Mỹ)
3. Đại học y khoa Oregon (Mỹ)
4. Đại học y khoa UCSF (Mỹ)
5. Next Generation University (Canada)